# 普雷利
普雷利是拉脫維亞普雷利市鎮内的城鎮，位於該國東南部，距離首都里加204公里，面積5.2平方公里，鎮上有天主教、信義宗和猶太教教堂，2021年人口6,161。